# Canarios
Canarios (Einzahl Canario) waren die ersten bekannten Einwohner der Insel Gran Canaria. In der populärwissenschaftlichen Literatur werden die Canarios häufig zusammen mit den Ureinwohnern der anderen Inseln, den Altkanariern, fälschlich als Guanchen bezeichnet. In der spanischsprachigen Literatur ist auch der Begriff „Antiguos Canarios“ verbreitet, um sie damit von den heutigen Bewohnern der Kanarischen Inseln zu unterscheiden.
Die erste Anwesenheit von Menschen auf den Kanarischen Inseln ist für das 10. Jahrhundert v. Chr. nachgewiesen. In der Zeit vom ersten Jahrhundert v. Chr. bis zum dritten Jahrhundert n. Chr. bestanden enge Beziehungen zu Rom oder zu den unter römischem Einfluss stehenden Gebieten Nordafrikas. Diese Verbindungen brachen im Lauf des 4. Jahrhunderts n. Chr. vollkommen ab. Seit dieser Zeit lebten die Canarios ohne Kontakte zum Festland und zu den anderen Inseln. In den folgenden etwa 1000 Jahren entwickelten sie eine eigene Kultur. Nach der Eroberung der Insel am Ende des 15. Jahrhunderts wurden die Canarios durch verschiedene Maßnahmen der neuen Herrscher als eigenständige Ethnie ausgelöscht.

## Herkunft
Als ein Modell für die Erklärung der Besiedlung der Kanarischen Inseln wurde am Ende des 20. Jahrhunderts die hipótesis mediterránea (mittelmeerische Hypothese) entwickelt. Darin wird die Theorie vertreten, dass die ersten Protagonisten der Besiedlung der kanarischen Inselgruppe phönizisch/punische Seefahrer waren, die ab der Mitte des 1. Jahrtausends v. Chr. Siedlergruppen aus dem Círculo del Estrecho auf die Inseln brachten. Als „Círculo del Estrecho“ wird die ausgedehnte geopolitische Zone bezeichnet, die sich über den äußersten Süden der Iberischen Halbinsel und den westlichen Teil der nordafrikanischen Küste am Übergang des Atlantischen Ozean zum Mittelmeer erstreckt. Die Besiedlung war keine einmalige Aktion, sondern ein kontinuierlicher Vorgang, der am Ende alle Inseln betraf. Die Herkunft der Siedler war vermutlich nicht einheitlich. Dafür sprechen die bei ethnologischen und genetischen Vergleichen von archäologischen Funden festgestellten Unterschiede in der Zusammensetzung der Bevölkerung. Die ältesten durch Radiokarbonmethode nachgewiesene Funde für Anwesenheit von Siedlungen auf der Insel Gran Canaria stammen allerdings erst aus dem 1. Jahrhundert n. Chr.
Die engen Beziehungen zwischen den Kanarischen Inseln, dem Mittelmeerraum und den unter römischem Einfluss stehenden Gebieten Nordafrikas brachen im Lauf des 4. Jahrhunderts n. Chr. vollkommen ab. Da die Altkanarier keine nautischen Kenntnisse und nicht die Werkzeuge für die Herstellung seegängiger Schiffe hatten, lebten die Canarios in den folgenden etwa 1.000 Jahren ohne Kontakte zum Festland und zu den anderen Inseln und entwickelten so eine eigenständige Kultur.

## Aussehen

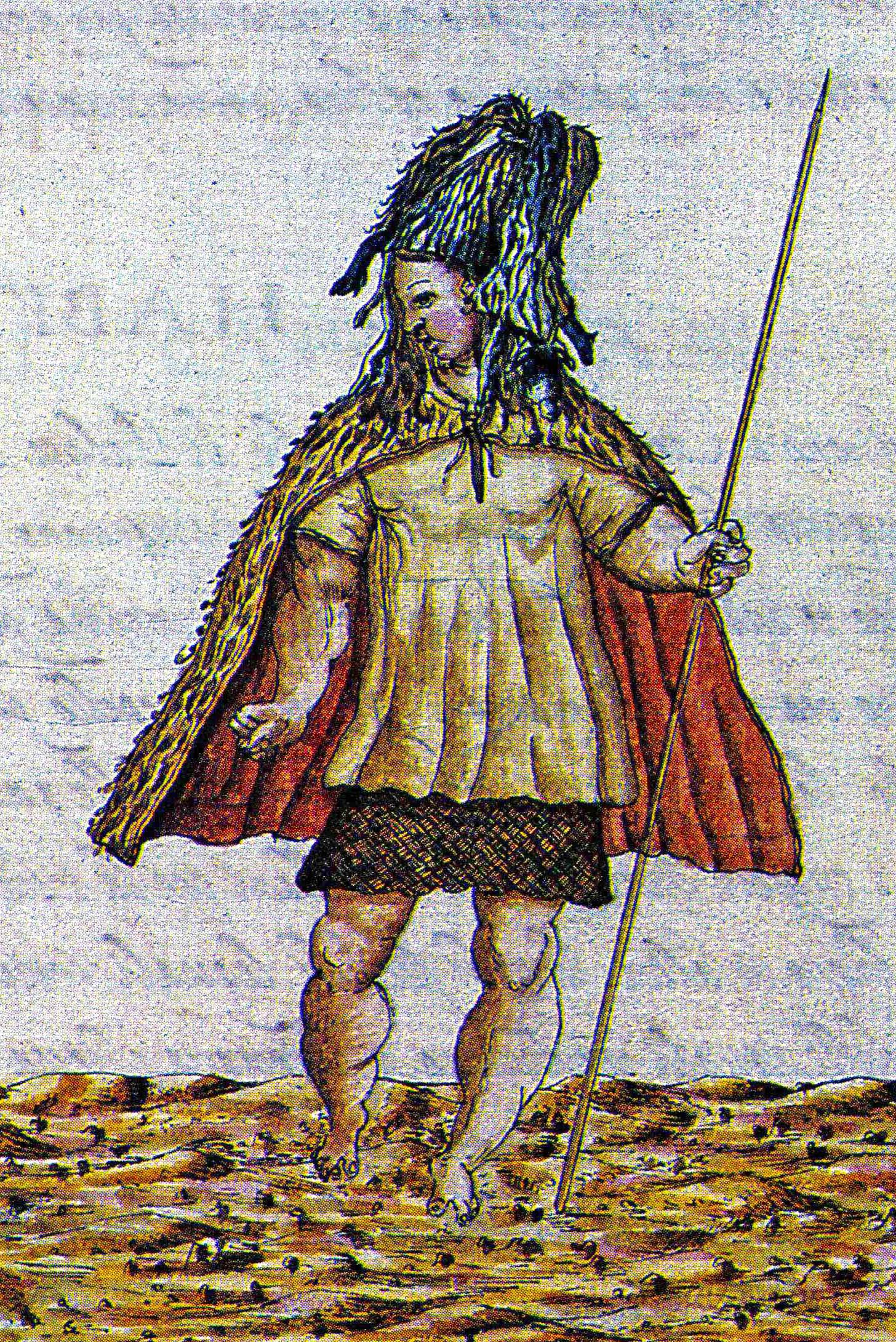
Ureinwohner der Insel Gran Canaria, dargestellt Ende des 16. Jahrhunderts durch Leonardo Torriani

Das Aussehen der Canarios wurde vor der Eroberung nicht immer einheitlich beschrieben. Im 19. Jahrhundert wurde aufgrund „rassenkundlicher“ Untersuchungen ein Bild der Canarios verbreitet, das nach den Ergebnissen neuerer archäologischer Untersuchungen heute nicht mehr vertreten wird. Als gesichert gilt, dass die männlichen Ureinwohner der Kanarischen Inseln mit einer Größe von etwa 1,70 m größer waren als der Durchschnitt der kastilischen Eroberer. Blaue Augen und blonde Haare kamen besonders bei Kindern vor, waren aber eher selten.
Die Berichte der zeitgenössischen Chronisten, die Zeichnungen Leonardo Torrianis von 1592 und die Beschreibungen Abreu Galindos zu Beginn des 17. Jahrhunderts über die Bekleidung der Canarios unterscheiden sich erheblich. Mit der Zunahme der kulturellen Anpassung wurde eine immer größere Menge an gleichzeitig getragenen Kleidungsstücken beschrieben. Außer der Aussage von Niccoloso da Recco aus dem Jahr 1341, dass die Canarios quasi nackt herumliefen, stimmt keine Beschreibung der schriftlichen Überlieferungen mit der Kleidung überein, die man eindeutig durch archäologische Funde festgestellt hat.

## Sprache
Man nimmt an, dass alle Altkanarier zur Zeit der ersten Besiedlung der Inseln in der Zeit zwischen 500 v. Chr. und 300 n. Chr. die gleiche Sprache hatten. Im Lauf der folgenden mehr als 1000 Jahre Isolation entwickelten sich die Sprachen auseinander. Die Sprachen, die heute unter dem Begriff Guanche zusammengefasst werden, unterschieden sich so stark, dass im 15. Jahrhundert die Bewohner der einen Insel von denen der anderen nicht verstanden wurden. Aus dem, was von den Sprachen überliefert wurde, stellten Linguisten eine Ähnlichkeit mit den Sprachen der Berbervölker Nordafrikas fest.

## Gesellschaft

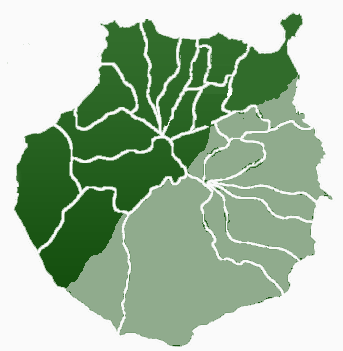
Grenzverlauf zwischen dem Reich von Gáldar (dunkel) und dem Reich von Telde (hell)

Aus zeitgenössischen Berichten von Europäern lässt sich ein Bild der Gesellschaft der Ureinwohner nach den ersten Kontakten mit europäischen Kulturen erstellen. In der Gesellschaft der Canarios gab es offenbar eine strenge Hierarchie. Auf der untersten Stufe standen die freien Männer, die mit produktiven Tätigkeiten beschäftigt waren. Darüber stand eine Adelsklasse. Sie hatte militärische Funktionen und die politische und wirtschaftliche Macht. Die Mitglieder des Adels waren nicht produktiv tätig. Heiraten fanden grundsätzlich nur innerhalb der getrennten sozialen Gruppen statt. Die jungen Männer aus adeligen Familien wurden in einer Zeremonie in den Adelsstand erhoben. Bei hervorragenden Leistungen z. B. im Kampf konnten auch Personen von einfacher Herkunft in die Gruppe der Adeligen aufgenommen werden. An der Spitze der Hierarchie stand der Herrscher, der Guanarteme. Er entstammte der Herrscherfamilie und wurde von dem Rat der Adeligen bestimmt.
Zur Zeit der Eroberung im 15. Jahrhundert war die Insel Gran Canaria in zwei Herrschaftsgebiete (Guanartematos) geteilt. Diese bestanden aus je sechs Stammesgebieten, an deren Spitze jeweils ein Stammesführer (Guayre) stand. Der Rat (Consejo) unter dem Vorsitz des Guanarteme war eine zivile Einrichtung, in der alle Adeligen vertreten waren. Er hatte die Aufgabe, den Guanarteme in allen Regierungsaufgaben zu beraten und zu unterstützen. Er hatte auch die Stellung eines Gerichtshofes. Der Kriegsrat (Sabor) war eine Adeligenversammlung mit Zuständigkeiten militärischer Art. Er wurde aus den Heerführern gebildet. Der höchste Priester (Faycán) entstammte wie der Guanarteme der Herrscherfamilie. Als Adeliger war er Mitglied des Rates. Er war der Vermittler zwischen den Menschen und dem Sonnengott. Zu seinen Aufgaben gehörte die Verwaltung der Kornspeicher. Er kümmerte sich um die Abgaben und die Verteilung des Korns in Krisenzeiten. Der Herrscher (Guanarteme) traf alle politischen Entscheidungen. Er war der oberste Heerführer. Er entschied auch in religiösen Angelegenheiten.

## Religion
Aufgrund der schriftlichen Berichte, die seit der Mitte des 14. Jahrhunderts vorliegen, und aufgrund von archäologischen Funden kann davon ausgegangen werden, dass Sonne und Mond von den Canarios als höchste göttliche Wesen verehrt wurden. Das höchste Wesen, das die Canarios „Acoran“ nannten, wurde vermutlich durch die Sonne verkörpert.
Außer an Götter glaubten die Canarios an böse Geister („Tibicenas“), die sie sich als tierartige Wesen, häufig mit einem Hundekopf, vorstellten. Auf der Insel Gran Canaria wurde eine Anzahl kleiner, „Ídolillos“ genannte Figuren gefunden. Die Fundorte deuten nicht darauf hin, dass die Figuren als Götter oder Geister angebetet oder verehrt wurden. Sie werden heute, im Gegensatz zu ihrer Bezeichnung „Ídolo“, nicht als Götterbilder, sondern im Sinn von Amuletten gedeutet.
Die Lage einiger archäologischer Fundstellen auf Gran Canaria, wie der Roque del Bentaiga (Tejeda) oder Cuatro Puertas (Telde), lassen vermuten, dass hier astronomische Messungen vorgenommen wurden. Im Zentrum der Insel, am Fuß des Roque del Bentaiga, befindet sich ein kultischer Ort (Almogaren), an dem Rituale durchgeführt wurden, die mit der Opferung der Eingeweide von geweihten Tieren oder dem Verschütten von Milch, Blut, Wasser oder anderen Flüssigkeiten als Opfergaben verbunden waren. Von dieser Art kultischer Orte scheint es auf Gran Canaria mehrere gegeben zu haben.
Die Rituale der Canarios wurden von einem obersten Priester (Faycán) geleitet. Es wird angenommen, dass auch Frauen als Priesterinnen bei der Feier von Ritualen mitwirkten.

## Bestattung

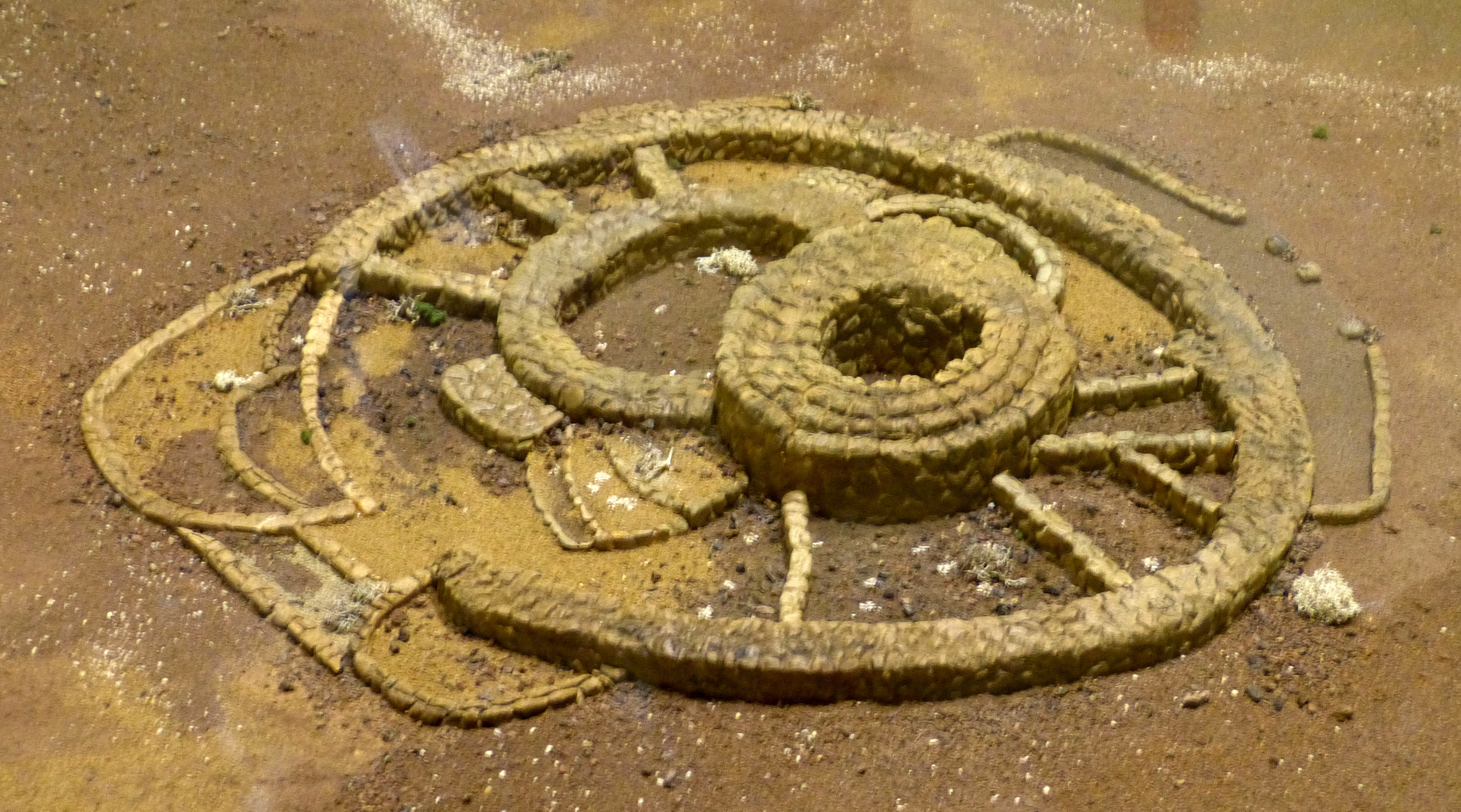
Modell der Grabanlage von La Guancha

Die Canarios bestatteten ihre Verstorbenen auf unterschiedliche Arten. In natürlichen und künstlichen Höhlen befand sich manchmal nur eine Leiche. In den meisten Höhlen wurden aber Reste einer großen Anzahl von Menschen gefunden. Es handelte sich vermutlich um Angehörige der gleichen Familie, die im Lauf der Zeit nacheinander am gleichen Ort beigesetzt worden waren. Das gilt auch für die Grabhügel, die Beisetzungsstätten für nur eine oder auch viele Leichen waren. Grabnischen (Cistas) sind auf den Kanarischen Inseln nur auf Gran Canaria zu finden. Dabei handelt es sich um gruftartige, mit Steinen ausgekleidete Gräber.
Allgemein liegen die Beisetzungsstätten der Canarios in Gruppen zusammen und bilden Nekropolen, die manchmal mit einer Mauer umgeben waren. Die Grabstätten befanden sich normalerweise in der Nähe der Wohnungen. Das zeigt eine enge Verbindung der Welt der Lebenden mit der der Toten.
Die Körper der Verstorbenen waren in ihre Kleidung gehüllt und in Lagen von Fellen oder pflanzlichen Stoffen eingenäht. Auf Gran Canaria wurden auch einige Mumien gefunden, bei denen die Leichen durch eine konservierende Behandlung vor der Verwesung geschützt waren.

## Wohnstätten

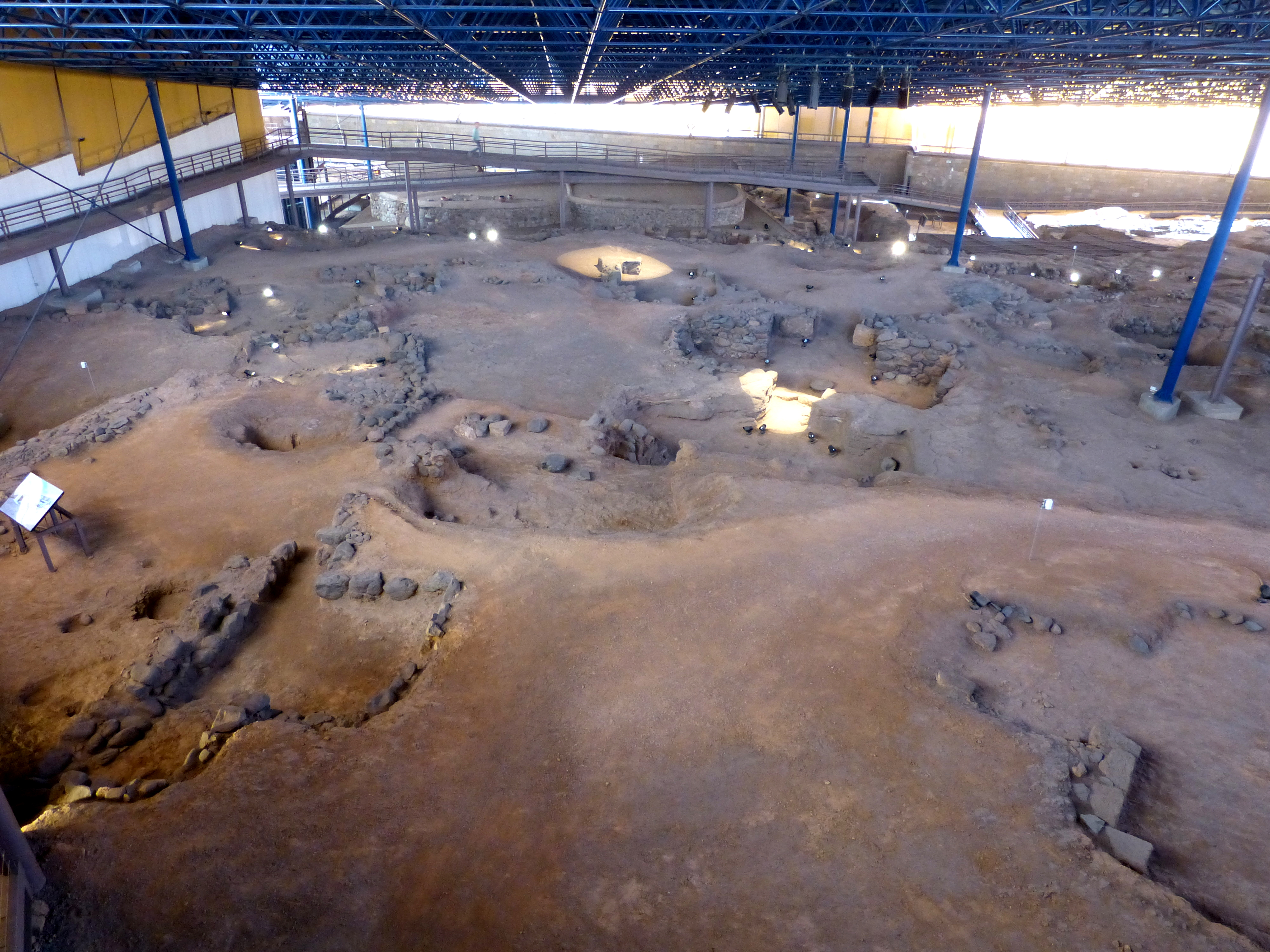
Fundstelle der Siedlung aus Höhlen und Häusern in Gáldar

Der größte Teil der Canarios lebte in natürlichen Höhlen. Zahlreiche Höhlen blieben unverändert bis auf eine kleine Mauer im Bereich des Eingangs, die als Trockenmauerwerk errichtet wurde. Im vorderen Teil rund um die Feuerstelle spielte sich der größte Teil des Lebens ab. Im hinteren Teil waren die Schlafstellen. Die auf Gran Canaria häufig anzutreffenden künstlichen Höhlen waren in den vulkanischen Tuffstein gehauen. Sie hatten meist rechteckige oder kreuzförmige Grundrisse. Es gab aber auch Höhlen, die einen zentralen Raum besaßen, an den sich andere Räume seitlich anschlossen. Die künstlichen Höhlen waren gelegentlich zu Gruppen verbunden, deren einzelne Räume unterschiedlich genutzt wurden. Es gab in einem Ensemble einige Höhlen, die als Grabstätten dienten, andere, die als Wohnungen genutzt wurden oder als Speicher für Lebensmittel. Es war verbreitet, die Wände mit Malereien oder Petroglyphen zu schmücken, die ähnliche Motive zeigten wie die Pintaderas oder die Keramik.
Häuser wurden häufig in Gruppen in der Nähe von Höhlen gebaut. Da es auf der Insel selten ebene Flächen gibt, wurde bei einem großen Teil der Häuser die Grundfläche in den Tuffstein des Untergrundes gehauen, so dass ein Teil des Hauses unter der Erdoberfläche lag. Die Mauern wurden aus Basaltsteinen oder behauenem Tuff errichtet. Die Zwischenräume wurden mit kleineren Steinen und einer Art Mörtel aus Tonschlamm ausgefüllt. Das Dach war flach. Die Balken wurden mit Steinplatten und Pflanzengeflechten bedeckt. Darauf wurde eine Schicht Erde verteilt. Die Siedlungen der Canarios bestanden gelegentlich aus mehr als 60 Gebäuden. Dabei handelte es sich nicht nur um Wohngebäude, sondern auch um Kornspeicher. Zur Sicherung gegen Angriffe waren einige Siedlungen mit einer Mauer umgeben.

## Wirtschaft

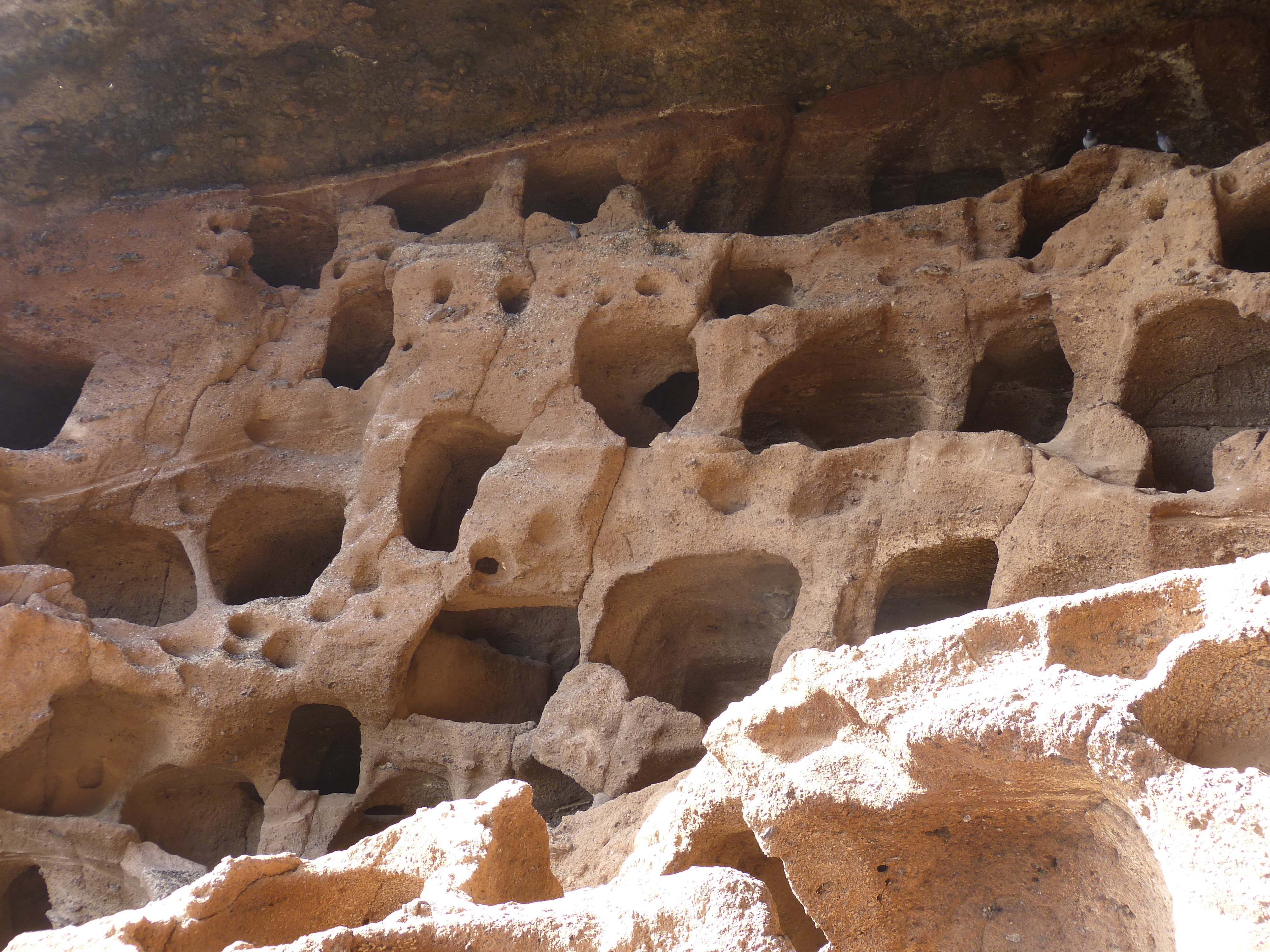
Kornspeicher „Cenobio de Valerón“

Die Wirtschaft der Canarios gründete sich auf der Landwirtschaft. Gerste und Weizen waren die wichtigsten pflanzlichen Lebensmittel, gefolgt von Hülsenfrüchten. Diese Pflanzen wurden auf einen vorbereiteten Boden ausgesät. Für die Landwirtschaft wurden Werkzeuge aus Holz und Stein verwendet. An einigen Stellen der Insel wurden Bewässerungskanäle gefunden, die darauf hinweisen, dass Wasser nicht nur in die Nähe der Häuser, sondern auch auf die Felder geleitet wurde, es also bereits bewässerte Felder gab. Ein Teil der Ernte wurde nicht zum Konsum verwendet, sondern individuell, aber auch gemeinschaftlich als Saatgut und Lebensmittelreserve in extra dafür errichteten Kornspeichern gelagert. Zum Verzehr wurde das Getreide in Tongefäßen geröstet und dann in Steinmühlen gemahlen. Das Mehl (Gofio) wurde mit Fett, Käse und Milch vermischt gegessen. Seit wann Feigenbäume auf der Insel wachsen, ist nicht bekannt. Am Ende des 14. und im 15. Jahrhundert spielten Feigen aber offenbar eine Rolle bei der Ernährung der Canarios.
Viehhaltung war ein anderer wichtiger Tätigkeitsbereich der Bevölkerung. Es wurden hauptsächlich Ziegen gehalten. Von ihnen bekam man Fleisch, Milch, Käse und Fett. Ziegen waren an den teilweise spärlichen Pflanzenwuchs und die starken Höhenunterschiede der Insel besser angepasst als Schafe. Schweine wurden in erster Linie in den bewaldeten Teilen der Insel gehalten. In geringer Anzahl gab es zwei verschiedene Arten von Hunden: eine dem Dingo ähnliche und eine mit einem etwas schmaleren Schädel. Sie wurden einerseits als Hütehunde gehalten, aber auch gegessen.
Wie man an den Resten feststellen kann, die an einigen Ausgrabungsstellen gefunden wurden, waren Muscheln und Fische eine wichtige Ergänzung in der Verpflegung. Bei Ebbe sammelten die Canarios hauptsächlich Napfschnecken, Burgados (Meeresschnecken), Krabben und Seeigel. Die Untersuchungen der Abfälle an vielen Ausgrabungsstätten zeigen, dass Vieja, Pejeperro, Sama, Bocinegro und Muränen gefangen wurden. Alle diese Fische kommen im flachen Wasser der Küste Gran Canarias vor. Sie konnten also ohne den Einsatz von Schiffen gefangen werden. Die ethnohistorischen Quellen berichten über den Gebrauch einer Art von Rohr mit Angelhaken, Fischkörben und Netzen aus geflochtenen Binsen, darüber hinaus von kleinen Mauern, die bei Flut unter der Wasseroberfläche lagen, die die Fische bei Ebbe zurückhielten, so dass sie gefangen werden konnten.

## Artefakte

### Gegenstände des täglichen Gebrauchs
Keramik

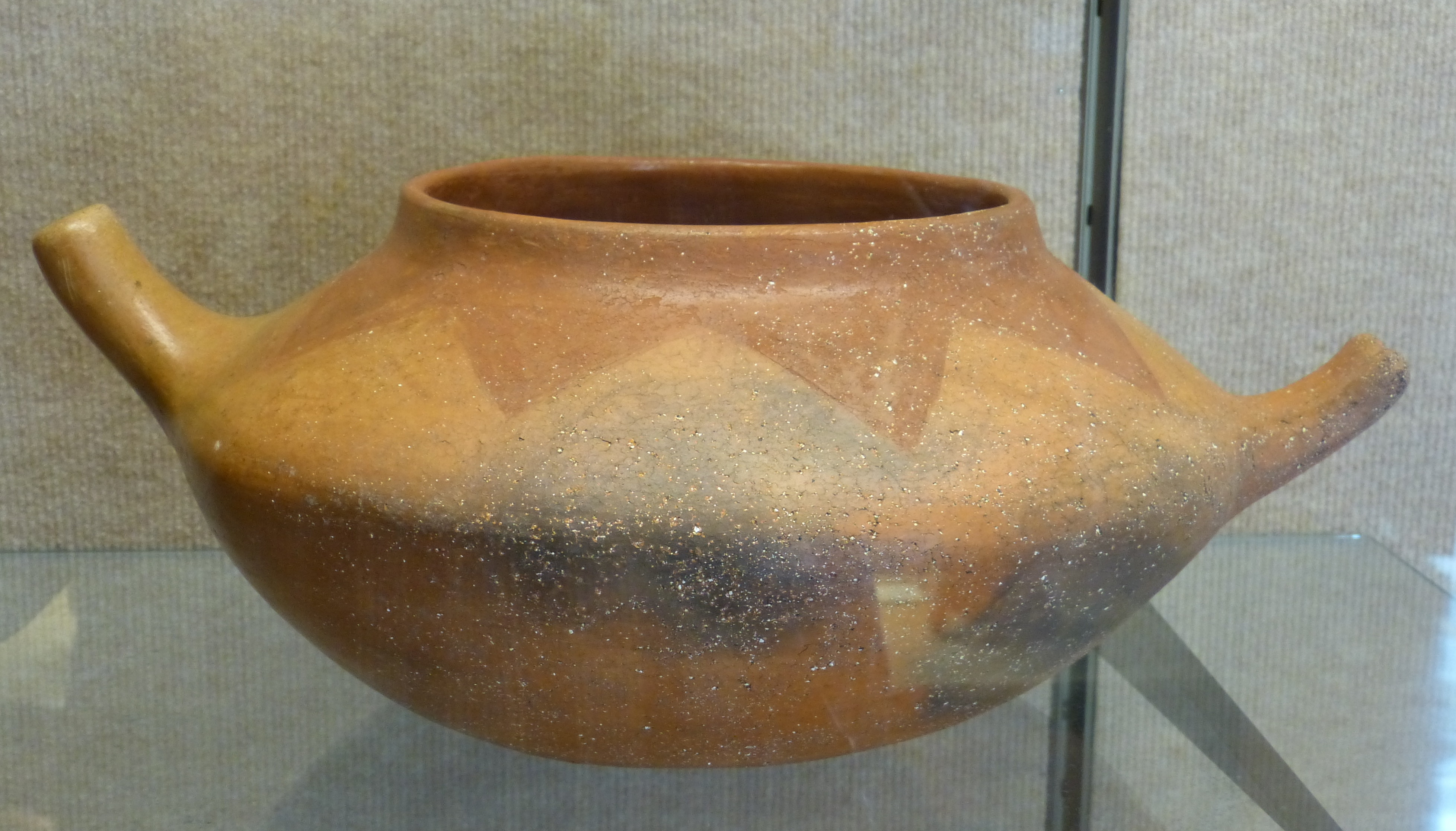
Keramikschüssel aus Gran Canaria

Vor der Eroberung der Insel wurden die Gefäße in Aufbaukeramik hergestellt und in einer Erdgrube im Holzfeuer gebrannt. Die Produkte der Canarios sind außerordentlich vielseitig bezüglich der Formen, der Art der Henkel und der Motive der Dekoration. Dies und die Art der Oberflächenbehandlung mit dem Spachtel zeigen ein sehr hohes technisches Niveau. Die Größe der normalen Tongefäße schwankt zwischen drei und sechs Litern. Auf der Insel Gran Canaria wurde auch eine ungewöhnlich große Anzahl von Gefäßen gefunden, die nur einen Durchmesser von wenigen Zentimetern haben und daher „Microcerámica“ genannt werden.
Bei den einfachen Gefäßen überwiegen kugel- und halbkugelartige, zylindrische und ovoide Formen. Die interessanteren und komplizierteren Formen sind aus zwei oder mehreren kegelstumpfförmigen Körpern zusammengesetzt. Eine bedeutende Gruppe sind solche, die eine flache Grundfläche haben, einen Hals und senkrechte oder auseinanderlaufende Wände. Die Gefäße haben unterschiedliche Griffe oder Aufhängevorrichtungen. Es wurden einige Gefäße gefunden, die einen konischen Deckel mit einem kugelförmigen Abschluss haben.
Nicht nur die Formgebung, sondern auch die Dekoration der Gefäße der Canarios ist wegen der verwendeten Techniken und bezüglich der Motive bemerkenswert. Die Dekoration wurde häufig durch Einritzen von Linien in den feuchten Ton erzeugt. Einige Muster wurden offenbar durch das Eindrücken von Pintaderas übertragen. Darüber hinaus wurden vor dem Brennen weiße, rote und schwarze Mineralpigmente aufgetragen.
Die Dekorationsmotive sind geometrisch – vorherrschend sind Linien, Kreise, gefüllt oder dargestellt durch eine einfache Linie, Dreiecke, Quadrate, rechte Winkel und Rauten. Sie wurden einzeln oder als Bänder waagerecht, senkrecht oder schräg angeordnet. In einigen wenigen Fällen waren Gefäße mit einem Sonnenmotiv geschmückt, dem eine besondere symbolische Bedeutung zugemessen wird. Wenn es auch einige Gefäße gibt, die auf der Innenseite dekoriert sind, ist die Mehrheit nur auf der Außenseite und manchmal auf der Standfläche geschmückt. Dieser Reichtum an Dekoration findet sich nicht nur bei der Keramik, er wiederholt sich auch in unterschiedlichen Ausdrucksformen der Gesellschaft der Urbevölkerung der Insel Gran Canaria als Wandmalereien, Pintaderas, auf Geweben usw.
Stein
Auf den Kanarischen Inseln gibt es keine nutzbaren Metallvorkommen. Zum Schneiden und Mahlen benutzten die Canarios Steinwerkzeuge. Ein großer Teil wurde aus Basalt, Phonolith und Trachyt hergestellt. Offenbar wichtige und überall anzutreffende Werkzeuge waren Handmühlen und Mörser. Es gab Mühlen, bei denen ein etwas kleinerer runder Stein in einer runden Aussparung eines anderen Steins gedreht werden konnte. Der bewegliche Stein hatte in der Mitte eine Öffnung, um Körner einzufüllen. Andere Mühlen bestanden aus einem „schiffsförmig“ ausgehöhlten Stein, in dem ein anderer Stein hin und her bewegt wurde. Für Schneidwerkzeuge sind Obsidiane besonders geeignet. Sie kommen im Gebiet der Montaña de Hogarzales bei Aldea de San Nicolás vor. Sie wurden bei archäologischen Ausgrabungen über die Insel verteilt angetroffen.
Dass die Canarios Steinäxte hatten, ist nicht erwiesen. Bei Ausgrabungen wurden geeignete Bruchstücke aus Basalt und Obsidian ohne entsprechende Stiele oder Griffe gefunden. Es wurden auch sonst keine Waffen gefunden, die aus oder mit Stein hergestellt waren. Eine der wichtigsten Waffen der Canarios waren unbearbeitete Steine, die sie mit der Hand treffsicher werfen konnten.
Pflanzenfasern
Die Canarios verwendeten Binsen und Schilfrohr zur Herstellung von textilen Gebilden und Seilen. Für die Nutzung von Palmblättern gibt es nur wenige Belege. Bei Objekten aus Pflanzenfasern lässt sich ein hohes Niveau der Entwicklung feststellen. Es gab wenigstens ein halbes Dutzend Herstellungstechniken. Für die Vorbereitung der verstorbenen Canarios zur Beisetzung wurden große Matten aus Pflanzenfasern zusammen mit Fellen verwendet. Pflanzenfasern wurden auch zu Beuteln und Netzen verarbeitet. Fischernetze werden von vielen Chronisten erwähnt, ohne das Material zu nennen. Bei Bekleidungsstücken wurde eine Webtechnik mit längs und quer angeordneten Fasern verwendet. Wenn die Gewebe Teil der Bekleidung waren, wurden sie mit Farbstoffen, die aus Pflanzen gewonnen wurden, rot oder gelb gefärbt.
Holz
Für die Dächer der Häuser wurden Stützen und Balken aus Holz verwendet. Holzstäbe, die auf einer oder beiden Seiten angespitzt waren, wurden bei der Verarbeitung von Geweben und Fellen verwendet. Zur Beisetzung wurden Bretter aus Kiefernholz als Totenbahren verwendet, auf denen die Verstorbenen mit Abstand vom Boden gelagert wurden. Die adeligen Krieger der Insel waren mit Waffen aus Holz in Form von Lanzen ausgerüstet, deren Spitze im Feuer gehärtet war. Die Maße dieser Waffen bewegten sich zwischen 1,2 und 2 m. Die Ausrüstung wurde vervollständigt durch Schilde, bekannt bei den Ureinwohnern unter der Bezeichnung „tarjas“. Die Schilde bestanden aus Holz des Drachenbaums, weil das besonders leicht ist. Sie waren mit Malereien verziert, die als individuelles Erkennungszeichen jedes einzelnen Kriegers dienten. Es ist zweifelhaft, ob es sich dabei um Gegenstände der traditionellen Kultur handelte oder um Resultate des Einflusses von Mallorquinern oder Portugiesen, mit denen die Einwohner Gran Canarias seit der Mitte des 14. Jahrhunderts Kontakt hatten.
Felle
Die Canarios verwendeten Ziegenfelle, um Bekleidung, Taschen, Bänder, Riemen und Seile herzustellen, als Decken auf den Schlafstellen und um ihre Verstorbenen vor der Beisetzung darin einzunähen. Eine große Zahl von Ziegenfellen ist noch in einem guten Zustand erhalten geblieben und zeigt die Geschicklichkeit der Ureinwohner beim Zuschnitt und der Verarbeitung. Die Felle für ein Kleidungsstück wurden mit Werkzeugen aus Stein in Stücke entsprechender Größe zugeschnitten. Diese wurden dann an den Rändern mit Ahlen aus Knochen gelocht und mit Darm, Sehnen oder Lederstreifen zusammengenäht. Die fertigen Kleidungsstücke wurden häufig mit Pflanzenfarben in Rot, Braun, Ocker und Gelb gefärbt oder es wurden mit Pintaderas farbige Muster aufgebracht.
Knochen
Die Ahlen, die verwendet wurden, um Löcher für die Naht in die Felle zu stechen, bestanden meist aus Knochen, die an einem Ende spitz angeschliffen und am anderen abgerundet waren. Auch die Spachteln, die benötigt wurden, um ungebrannte Keramiken zu glätten und Muster in den Ton zu drücken, wurden aus Knochen hergestellt. Es wurden einige Angelhaken gefunden, die aus Knochen geschliffen worden waren.

### Schmuck
Auf der Insel Gran Canaria wurde bisher wenig persönlicher Schmuck aus der Zeit vor der Eroberung gefunden. Völkerkundler bieten dazu zwei Erklärungen. Einerseits sei es möglich, dass die Canarios Ídolos an Stelle von Schmuck getragen hätten. Andererseits seien Schmuckstücke durch die starke Bemalung des Körpers und der Kleidungsstücke nicht notwendig gewesen.
Das Material, das für die Herstellung von persönlichen Schmuckgegenständen am häufigsten verwendet wurde, sind Muscheln. Sie wurden in der Mitte durchbohrt und einzeln oder größerer Zahl auf ein dünnes Lederband aufgezogen, wie es auch bei dem wohl wichtigsten Beispiel der Archäologie der Insel der Fall ist, dem „Diadema de Guayadeque“. Schmuck aus Keramik beschränkt sich auf zwei gleiche runde Stücke mit einem Loch in der Mitte. Es sind bisher nur drei Schmuckstücke aus Stein bekannt. Eines ist aus Beryll und hat eine unregelmäßige zylindrische Form. Die Oberfläche zeigt eine Reihe von Wellen, die von weitem den Eindruck einer Blüte erzeugen. Das andere ist eine unregelmäßig rechteckige Platte mit einer Lochung in der Mitte. Das dritte Stück ist aus Calcit. Es handelt sich um einen Anhänger mit etwa dreieckiger Form.

### Ídolos

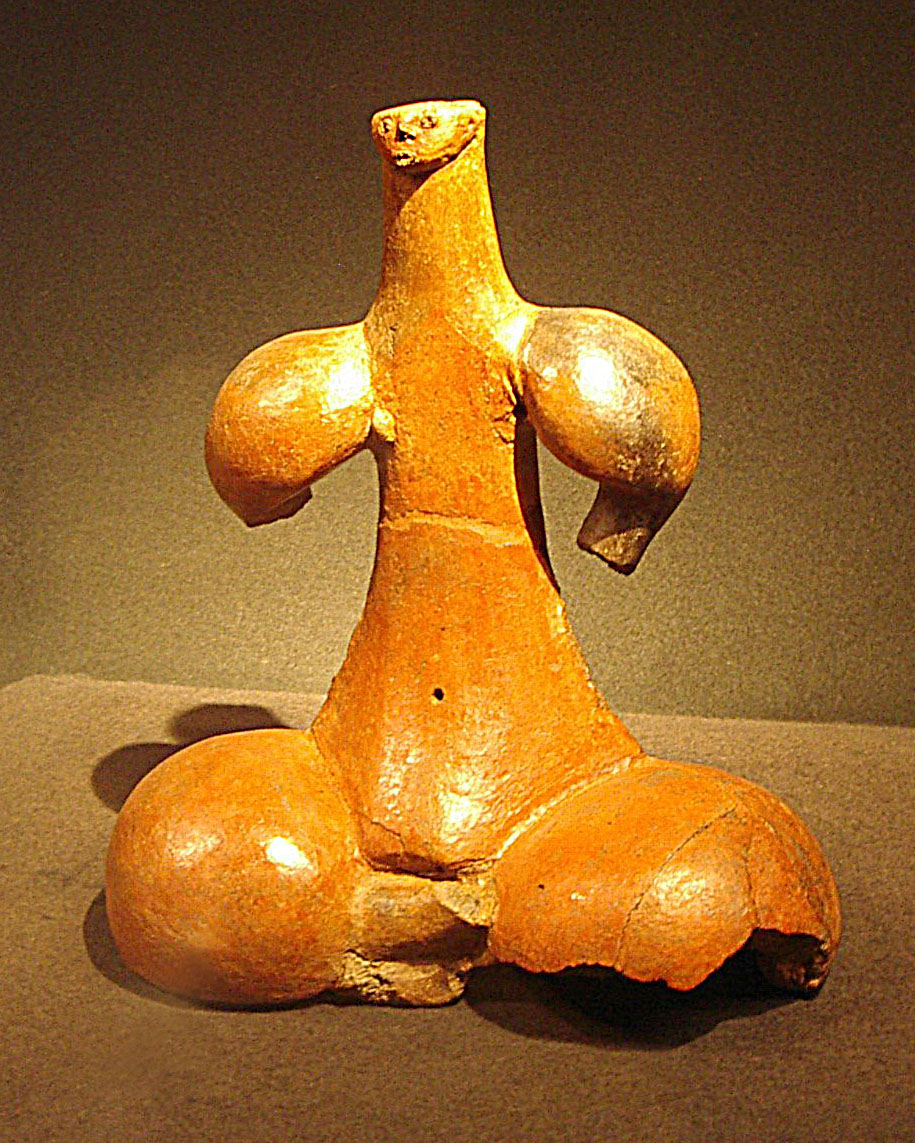
Ídolo de Chil

Auf Gran Canaria wurden seit dem 19. Jahrhundert mehr als 300 Figuren gefunden, die als „Ídolos“ bekannt sind. Die meisten Figuren bestehen aus gebranntem Ton. Es gibt aber auch einige, die aus Stein hergestellt wurden. In der spanischsprachigen Fachliteratur wird der Begriff Ídolo bevorzugt vor anderen Bezeichnungen verwendet, im Bewusstsein, dass es sich um einen eher abwertenden Begriff des 19. Jahrhunderts handelt, den die Historiker von den Ethnologen übernommen haben. Man war davon überzeugt, dass die Figuren von den primitiven Völkern als Kultobjekte verehrt wurden, die mit den Gottheiten verbunden waren und so als Abbilder angebetet wurden. Von diesen in ihrer Mehrzahl anthropomorphen oder zoomorphen Figuren gibt es nicht ausreichend archäologische Hinweise, um die Funktion jeweils eindeutig erklären zu können, die sie in der alten kanarischen Gesellschaft hatten. Auch die schriftlichen Überlieferungen geben keine konkreten Hinweise. Verschiedene Figuren wurden in Wohn- oder Bestattungshöhlen oder in Getreidesilos gefunden, andere an Stellen, die sicherlich als geheiligte Orte angesehen wurden. Bei den auf Gran Canaria angetroffenen anthropomorphen Darstellungen zeigt sich eine Vielfalt von sehr naturalistischen Figuren und anderen mit eher vereinfachten Formen. Zoomorphe Darstellung kommen häufig vor, auch wenn kein konkretes Tier erkannt werden kann. In einigen Fällen gleichen sie Hunden oder Schweinen und in anderen Fällen Vögeln. Üblicherweise werden diese Darstellungen mit bösen Geistern, den sogenannten „Tibicenas“, in Verbindung gebracht.

### Pintaderas

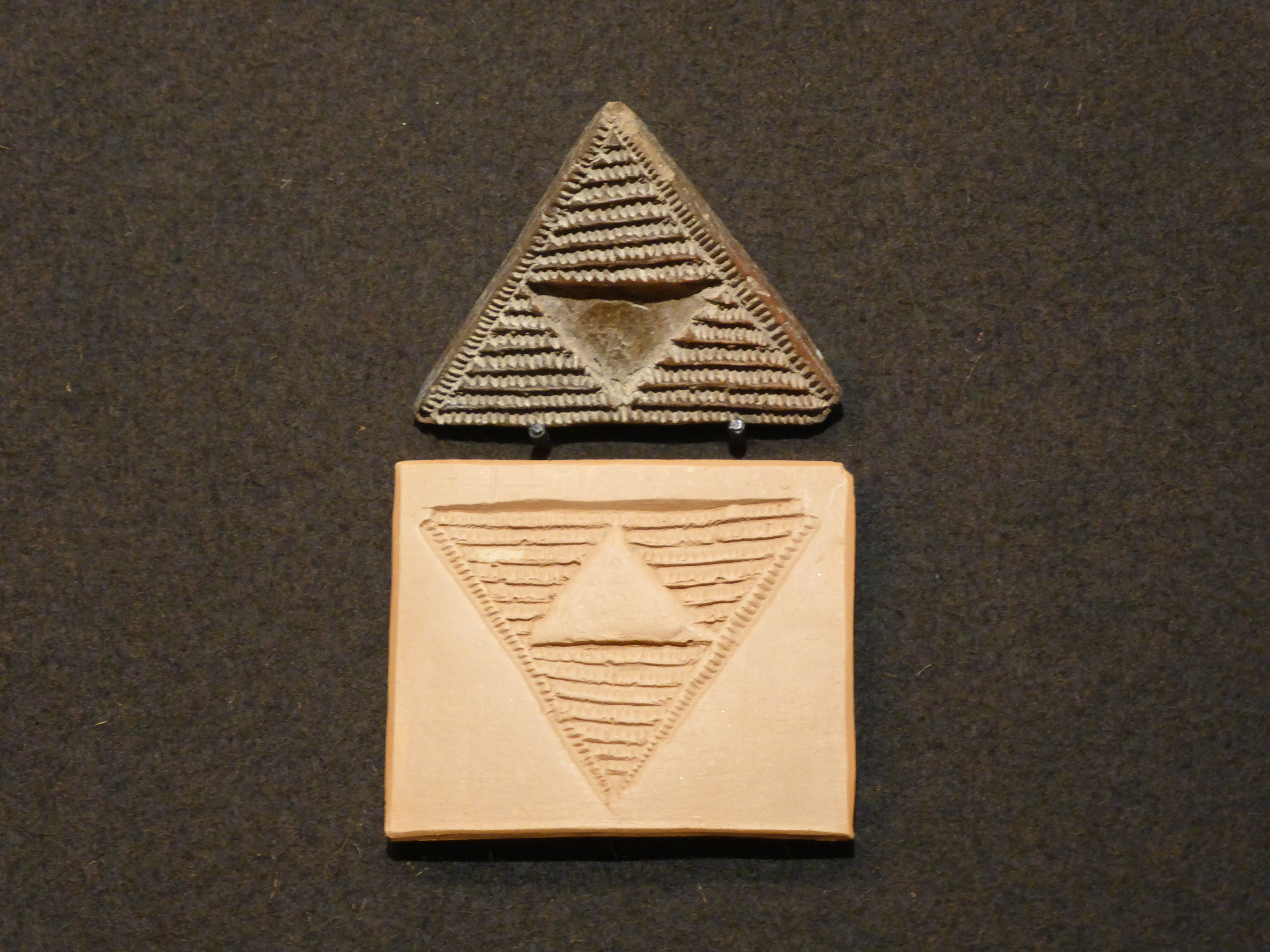
Pintadera mit dem Abdruck auf frischen Ton im Museo Canario Las Palmas de Gran Canaria

Pintaderas sind eine Art von Stempeln oder Matrizen aus gebranntem Ton. Sie bestehen aus einer kegelstumpfförmigen Grundfläche, die mit einer glatten Oberfläche endet, die rund, quadratisch, rechteckig oder dreieckig sein kann. An diese Grundfläche schließt sich ein Schaft oder Griff an, der häufig durchbohrt ist. Auf der Fläche sind durch Einkerben in den noch ungebrannten Ton wabenförmige, konzentrische oder eckige Muster eingedrückt. Abdrücke der Pintaderas findet man auf Tonkrügen, Wänden der Wohnstätten, den Fellen, in die die Mumien eingewickelt waren, und an Kornspeichern. Es wird angenommen, dass die Canarios mit den Pintaderas auch ihre Körper und ihre Bekleidung bestempelten. Die heute am häufigsten vertretene Theorien für die Bedeutung der Pintaderas ist die, dass sie Eigentumsstempel darstellen, mit denen das persönliche Eigentum oder das einer Familie gekennzeichnet wurde. Nach einer anderen Theorie handelte es sich bei den gestempelten Bildern der Pintaderas um eine Art von Amuletten, die böse Geister abhalten sollten. Die Pintaderas wurden bisher nur auf Gran Canaria und auf keiner anderen Insel der kanarischen Inselgruppe gefunden. Das Museo Canario besitzt mehr als 200 unterschiedliche Pintaderas.

### Petroglyphen
Seit Ende des 19. Jahrhunderts sind auf den Kanarischen Inseln Petroglyphen bekannt, deren Alter mit naturwissenschaftlichen Verfahren schwer zu überprüfen ist. Bei den Funden auf Gran Canaria wird von einer Entstehungszeit vor dem 16. Jahrhundert ausgegangen. Bei den Motiven der Petroglyphen der Canarios fallen besonders die anthropomorphen Figuren auf, bei denen teilweise die Geschlechtsteile besonders betont sind. Bei anderen, die geometrische Formen wie Rechtecke, Quadrate, Dreiecke oder Ovale zeigen, ist ein Zusammenhang sowohl mit den Wandmalereien als auch mit den Pintaderas offensichtlich. Eine weitere Art von Petroglyphen sind Felsinschriften. Schriftzeichen wurden auf der gesamten Inselgruppe gefunden. Sie deuten auf eine Herkunft der Canarios aus dem Gebiet des nordwestlichen Afrika. Mit einer Ausnahme wurden diese Zeichen bisher nur außerhalb von Höhlen entdeckt. Die Bedeutung der Schriftzeichen ist nicht geklärt.

### Höhlenmalerei

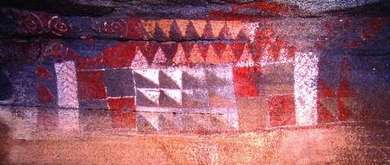
Wandmalerei in der Cueva Pintada (Gáldar)

Wandmalereien aus der Zeit vor der Eroberung wurden bisher auf keiner der Kanarischen Inseln außer Gran Canaria gefunden. Es gibt verschiedene archäologische Fundstätten in künstlichen Höhlen, in denen Wände erhalten sind, auf die rote, weiße und schwarze Pigmente mit Pinseln aus Pflanzenfasern, Tierhaaren oder den Fingern aufgetragen wurden. Die Motive sind üblicherweise geometrische Muster, die sich wiederholen. Sie weisen eine große Ähnlichkeit mit den Mustern auf den Keramikvasen auf.
Die Durchführung dieser Wandmalereien verlangte eine besondere Technik. Als Erstes musste die Wand geglättet werden. Dazu war es notwendig, mit Tonschlamm die Risse auszufüllen, die in den Tuffschichten auftreten. Anschließend wurde die Oberfläche mit einer Lösung von Ton grundiert. Nach der Vorbereitung der Wand wurde der Entwurf aufgetragen. Vor dem Auftrag der Pigmente wurde die Wand etwas angefeuchtet, was die Aufnahme und die Haftfähigkeit erhöhte. Die Malereien wurden direkt mit den Fingern aufgetragen oder mit Hilfe von Pinseln, die aus Ziegenhaaren oder Binsen hergestellt waren. Die verwendeten Pigmente waren Rötel und feiner weißlicher Ton, die, nachdem sie gemahlen waren, mit Wasser vermischt wurden, um sie leichter auftragen zu können. Die schwarze Farbe wurde nicht in allen Fällen auf die Fläche aufgetragen, es handelte sich manchmal nicht um ein Pigment, sondern um die natürliche Farbe des Untergrundes.

## Niedergang der Kultur
Es wird geschätzt, dass zu Beginn des 15. Jahrhunderts auf der Insel Gran Canaria maximal 60.000 Canarios lebten. Die Kontakte der Urbevölkerung mit der europäischen Kultur hatten Auswirkungen auf die Kultur der Canarios. Auch wenn die ersten Missionierungsbemühungen der Mallorquiner mit der Gründung des Bistums Telde friedlich verliefen, war das Ziel der Europäer, „die Götzendienst treibenden, heidnischen Ureinwohner in dem wahren katholischen Glauben und den ehrbaren christlichen Sitten zu unterrichten.“ Das Ziel war also, die bisherige Religion und Sozialstruktur der Altkanarier zu beseitigen. Der wirtschaftliche Austausch mit den Europäern destabilisierte die Grundlage der gemeinschaftlichen und umverteilenden Gesellschaft der Ureinwohner.
Die Eroberung ging von andalusischen Häfen aus, die auch Ausgangspunkte verschiedener Epidemien waren. Krankheiten, gegen die die Canarios kein Abwehrsystem hatten, spielten auch bei der Schwächung des militärischen Widerstandes gegen die Angreifer eine Rolle.
Durch die kriegerischen Auseinandersetzungen während der Eroberung der Insel wurde eine große Anzahl von Canarios getötet. Andere wurden später als Sklaven auf das spanische Festland und andere Inseln verkauft. Die Eingeborenenpolitik der Krone von Kastilien richtete sich darauf, die Integration und Assimilation der Besiegten zu erreichen. Sie sollten kastilisch sprechende Untertanen mit kastilischem Verhalten werden. Nach der Eroberung wurden Grundbesitz und Wasserrechte auf der Insel an die Sieger verteilt. Um berücksichtigt zu werden, waren bisher nicht verheiratete Empfänger von Grundstücken verpflichtet zu heiraten und sich auf diesen Grundstücken niederzulassen. Das führte zu einer bedeutenden Anzahl von Heiraten zwischen Eroberern und Frauen besonders aus der Oberschicht der Urbevölkerung. Alle diese Faktoren zusammen führten dazu, dass am Ende des 16. Jahrhunderts die Kultur der Canarios verschwunden war.